# Majano
Majano là một đô thị ở tỉnh Udine trong vùng Friuli-Venezia Giulia thuộc Ý, có cự ly khoảng 80 km về phía tây bắc của Trieste và khoảng 20 km về phía tây bắc của Udine. Tại thời điểm ngày 31 tháng 12 năm 2004, đô thị này có dân số 6.025 người và diện tích là 28,1 km².
Đô thị Majano có các frazioni (đơn vị cấp dưới, chủ yếu là các làng) Casasola, Comerzo, Farla, Pers, S. Eliseo, S. Salvatore, S. Tomaso, Susans, và Tiveriacco.
Majano giáp các đô thị: Buja, Colloredo di Monte Albano, Forgaria nel Friuli, Osoppo, Rive d'Arcano, San Daniele del Friuli.